# Kårehamn

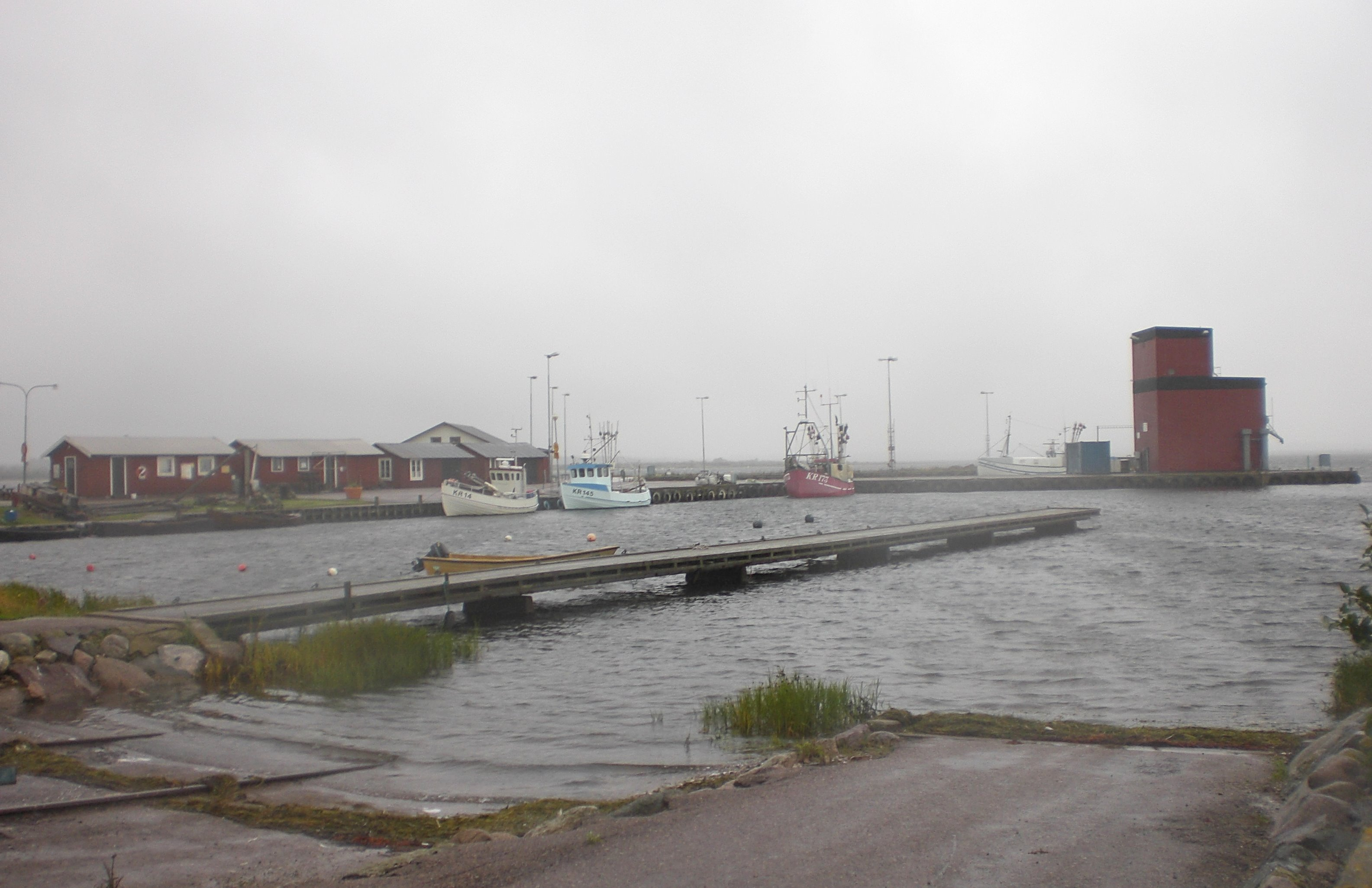
Hamnen i Kårehamn.

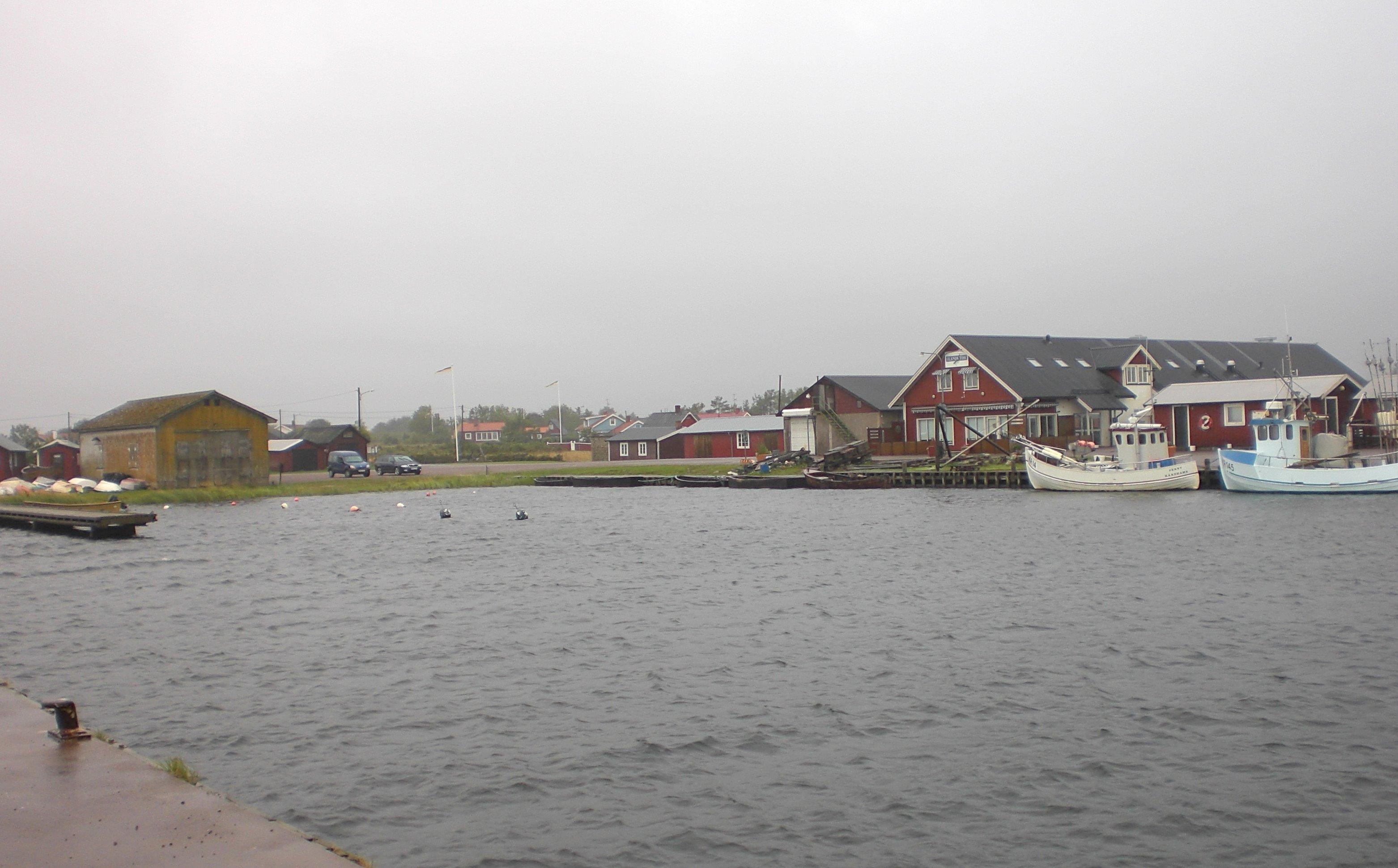
Vy över Kårehamn.

Kårehamn är en fiskehamn på östra Öland, Borgholms kommun i Löts socken. Utanför hamnen ligger ön Kårholm. Namnet Kårehamn (Curahampn cirka 1450) anses vara sekundärt till Kårholm (Kuraholm 1508).
I hamnen finns en fiskrestaurang, Kårehamn Fisk- och Havskök, med både servering men också försäljning av fisk, skaldjur och dylikt. Även ett café finns i anslutning till hamnen och på hamnområdet finns det numera även en ställplats för husbilar som har öppet året runt. År 2011 utsågs den till "Sveriges Ställplats 2011". 
I anslutning till hamnen finns viss bebyggelse, med ett fåtal permanentboende samt ett konstgalleri. Strax söder om Kårehamn, vid Skanvik, finns en badplats.